# François Caron (predikant)

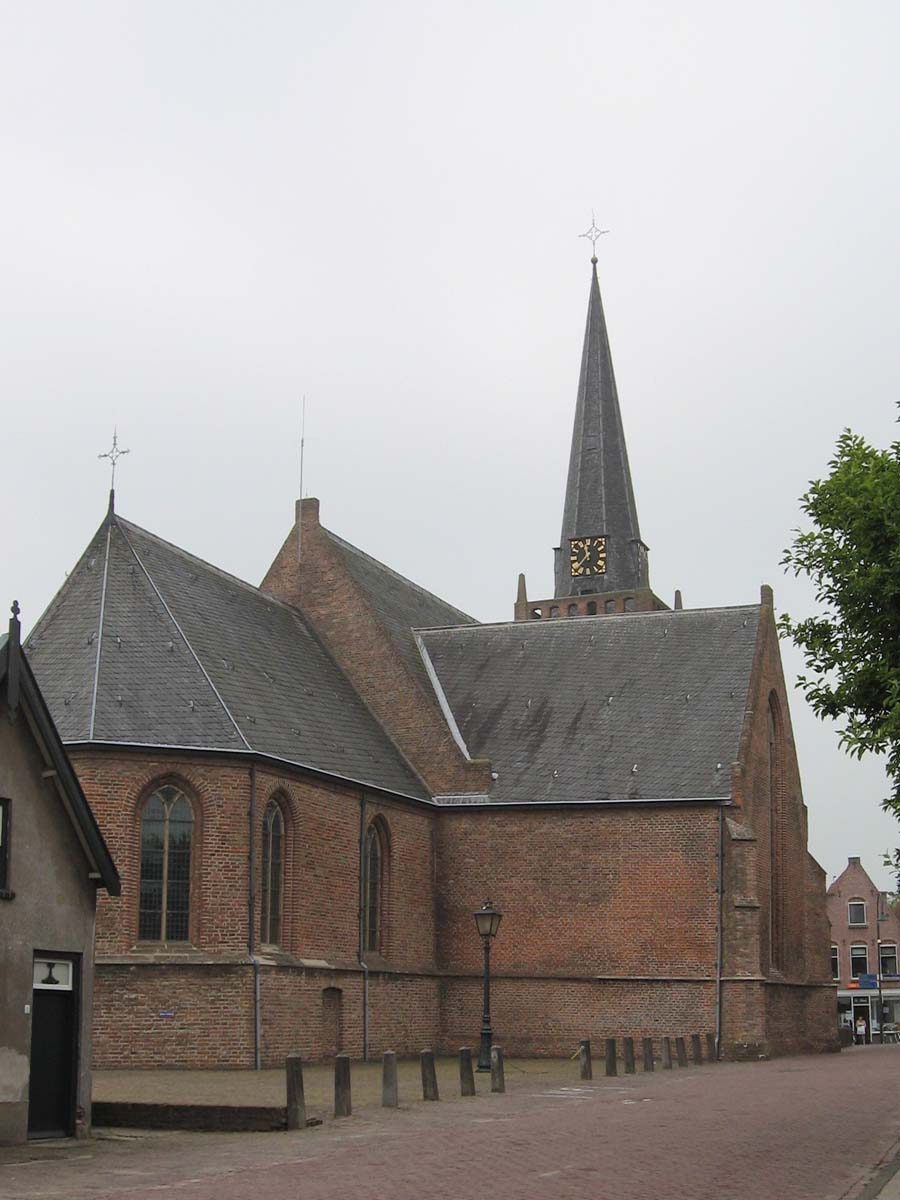
Nederlands-hervormde kerk van Lexmond

François Caron (1634-1706) was de zoon van François Caron, een VOC-opperhoofd op Hirado. François jr. was een halfbloed of mesties en werd geboren in Japan, waarschijnlijk op het eiland Hirado. Hij was afkomstig uit een familie van hugenoten. Zijn moeder was een Japanse en stierf in 1642 in Batavia.
François Caron kwam rond 1643 naar Holland, in gezelschap van zijn vader, twee broers en twee zussen. François studeerde evenals een broer theologie. Hij begon zijn studie in 1654 in Leiden, zette deze een jaar later voort in Utrecht, maar was in 1657 weer ingeschreven aan de Leidse universiteit. François keerde in 1660 terug naar Batavia. Hij was tussen 1661 en 1674 dominee op Ambon.

## Maleise teksten
Caron sprak niet alleen Nederlands, maar naar alle waarschijnlijkheid ook Frans, Japans en Portugees. In 1678 publiceerde hij een prekenbundel in het Maleis, die meerdere malen herdrukt werd en tot in de 19e eeuw werd gebruikt op de Molukken: Voorbeeldt des openbaeren Godtsdiensts, bestaende in de verhandelinge van de XII Artticulen des Geloofs, de Wet Godes, 't Gebedt des Heeren, mitsgaders de Feest-, Bid- en Danck-texten, ten dienste der Inlandtse Christenen op Amboina, in 40 Praedicatien eenvoudelyck gestelt door Franchois Caron = Tsjeremin acan pegang Agamma, Itoulah mengartinja deri Artigo XII deri Pitsjahan, Sabda Allah, Mintahandao Tuan, lagi Isinja deri Hari Raja Raja Sombayang daan Poudjihan, gouna orang Nassarani di Ambon, berator dalam 40 parracarra rewajat, deri Franchois Caron, Daulo pandita di tanna Ambon. In 1683 volgde nog een catecheseboekje met 46 vragen: De weg na den Hemel = Djalang ca surga. Dit boekje was een nieuwe vertaling van een boekje dat al op de Molukken in gebruik was. De eerste vertaling was gemaakt door de predikant Johannes Spiljardus jr., die een niet meer bestaand boekje van zijn vader Johannes Spiljardus sr. had vertaald. Deze had op zijn beurt Den weg der zaligheyd, een catecheseboekje uit 1620 van de Zeeuwse predikant Willem Teellinck bewerkt.
- Biografisch Portaal: 08690103
- Digitale Bibliotheek voor de Nederlandse Letteren: caro013
- International Standard Name Identifier: 0000 0004 2318 536X
- Nederlandse Thesaurus van Auteursnamen: 364365129
- Virtual International Authority File: 305828331
- WorldCat: E39PBJrwX9hgbdx89KTHbFVXBP